# Las Pilas, Nicolás Flores
Las Pilas är en ort i Mexiko.   Den ligger i kommunen Nicolás Flores och delstaten Hidalgo, i den sydöstra delen av landet, 160 km norr om huvudstaden Mexico City. Las Pilas ligger 1 726 meter över havet och antalet invånare är 110.
Terrängen runt Las Pilas är bergig åt sydost, men åt nordväst är den kuperad. Terrängen runt Las Pilas sluttar österut. Runt Las Pilas är det ganska glesbefolkat, med 40 invånare per kvadratkilometer. Närmaste större samhälle är Nicolás Flores, 6,7 km söder om Las Pilas. I omgivningarna runt Las Pilas växer huvudsakligen savannskog.